# Pithecellobium lentiscifolium
Pithecellobium lentiscifolium là một loài thực vật có hoa trong họ Đậu. Loài này được (A. Rich.) C. Wright ex Sauvalle miêu tả khoa học đầu tiên năm 1869.